# Abdül Mecid I
Sultan Abdül Mecid I', Abdul Mejid I, Abd-ul-Mejid I và Abd Al-Majid I Ghazi (Tiếng Thổ Ottoman: عبد المجيد الأول Abdü'l-Mecīd-i evvel) (25 tháng 4 năm 1823 – 25 tháng 6 năm 1861) là vị Sultan thứ 31 của đế quốc Ottoman. Được xem như một vị vua trong thời kỳ Duy Tân của đế quốc Ottoman, ông lên ngôi vào ngày 1 tháng 7 (hoặc ngày 2 tháng 7) năm 1839 và trị quốc cho đến khi qua đời. Ông là con của vua Mahmud II đồng thời là anh của vua Abdul Aziz.
Dưới triều ông, những phong trào dân tộc chủ nghĩa trỗi dậy tại các lãnh thổ thuộc Ottoman. Là một vị vua tài ba, ông mong muốn áp đặt chủ nghĩa Ottoman (Osmanlılık) vào những thần dân có tư tưởng ly khai của mình và dập tắt phong trào dân tộc chủ nghĩa tại các lãnh thổ thuộc Ottoman, nhưng không thành công. Tuy thế nhưng ông đã dành cho những thần dân không phải tín đồ Hồi giáo và không phải người Thổ nhiều quyền bình đẳng hơn trong xã hội Ottoman, thông qua những cải tổ và bộ luật mới. Năm 1839, ông ban bố Sắc lệnh "Hatt-i Serif of Gülhane", đến năm 1856, ông lại công bố "Thánh chỉ Hoàng gia" (Hatt-i Hümayun), thực hiện những cải cách về chính trị và xã hội.
Về đối ngoại, ông đã thành lập liên minh với các nước đế quốc Tây Âu như Anh, Pháp, và chiến đấu cùng những nước này trong cuộc chiến tranh Krym chống đế quốc Nga. Trong Hiệp ước Paris năm 1856, đế quốc Ottoman - một trong những nước thắng trận - chính thức được công nhận là một trong những quốc gia châu Âu. Công lao lớn nhất của nhà vua là đề xướng công cuộc Duy Tân Tanzimat (vốn đã được sửa soạn bởi tiên đế Mahmud II). Công cuộc hiện đại hóa Ottoman bắt đầu có hiệu lực từ năm 1839, trong khi đến năm 1868 Thiên hoàng Nhật Bản mới đề xướng cuộc Minh Trị Duy Tân.

## Thân thế
Ông sinh ra tại Cung điện Beşiktaş Sahil hoặc tại Hoàng cung Topkapı, ở kinh đô Constantinopolis. Mẹ ông là Bezmiâlem, tên thật Suzi (1807 - 1852), một nô lệ người Circassian, sau được phong làm Hoàng thái hậu.
Thuở bé, Abdül Mecid là một vị hoàng tử không khỏe lắm, nhưng thông minh. Ông nhận lấy một nền giáo dục theo kiểu Tây Âu và nói giỏi tiếng Pháp. Giống như vua em Abdülaziz, ông là người yêu thích văn học và âm nhạc cổ điển, từng chơi những bản nhạc Tây Âu trên đàn pianô. Giống như vua cha Mahmud II, Abdül Mecid là một ông hoàng chủ trương cải cách, và được sự phò tá của những đại thần có tư tưởng tiến bộ như Mustafa Reşit Pasha, Mehmet Emin Ali Paşa và Fuat Pasha. Bên cạnh đó, ông phải đấu tranh với phần tử bảo thủ chống cải cách trong triều đình. Abdül Mecid I cũng là vị hoàng đế đầu tiên đích thân nghe những lời than phiền của quần chúng khi có dịp (thường là vào những ngày thứ sáu), mà không có một người môi giới nào. Abdül Mecid đã đi kinh lý ở các lãnh thổ của đế quốc để xem nhân dân thỉnh cầu những gì về cuộc Duy Tân Tanzimat: năm 1844, ông đến İzmit, Mudanya, Bursa, Gallipoli, Çanakkale, Lemnos, Lesbos và. Năm 1846, ông đến thăm các tỉnh vùng Balkan.

## Lên ngôi Sultan
Vua Abdül Mecid I lên ngôi năm 1839, khi đó ông mới 16 tuổi. Ông là vị Sultan đầu tiên nói được tiếng Pháp, từng nhận được một nên giáo dục tốt và có tư tưởng tự do. Trong lúc này, đế quốc Ottoman đã suy yếu: cuối thế kỷ XVIII, quân Thổ Ottoman liên giành thất bại trong các cuộc chiến tranh với đế quốc Nga. Sang thời Mahmud II, đế quốc Ottoman còn mất lãnh thổ Hy Lạp (1830).

### Đối nội: những cải cách
Ít lâu sau khi ông lên nối ngôi, vào ngày 2 tháng 7 năm 1839, Đại Vizia Rauf Paşa bị sa thải. Sultan phong Hüsrev Mehmed Paşa làm Đại Vizia ("Sadr-ı Azam", hoặc "Sadrazam"). Đến ngày 8 tháng 6 năm 1840, Đại Vizia Mehmed Paşa bị sa thải và Emin Fuat Paşa trở thành Đại Vizia. Không lâu sau, ngày 4 tháng 12 năm 1841 Sultan đã sa thải Đại Vizia Emin Rafu Paşa và Mehmet Paşa trở thành Đại Vizia lần thứ hai. Sang ngày 30 tháng 12 năm 1842 Emin Rauf Paşa lại trở thành Đại Vizia lần thứ tư.

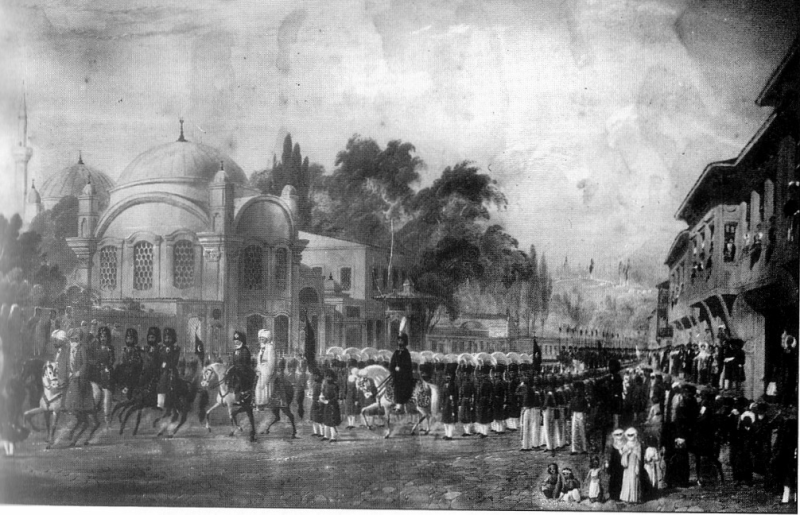
Sultan Abdül Mecid I tới ngôi Thánh đường Hồi giáo.

Trong suốt 22 năm trị vì Abdül Mecid I tiếp tục thực hiện chính sách cải cách của vua cha Mahmud II (1808 - 1839). Tháng 11 năm 1839, nhà vua ban bố "chiếu Duy Tân" ("Hatt-i Sharif", còn gọi là "Tanzimat Fermanı"): củng cố và làm cho những cải cách của Mahmud II có hiệu lực, mở đầu phong trào Tây hóa trong lịch sử Thổ Nhĩ Kỳ. Trong giai đoạn cuối của cuộc chiến tranh Krym, tháng 2 năm 1856 nhà vua lại ban hành "Thánh chỉ Hoàng gia" (Hatt-ı Hümayun), bổ sung cho "chiếu Duy Tân". Theo những chiếu chỉ này, chính quyền sẽ bảo vệ tính mạng và tài sản của tất cả mọi tầng lớp nhân dân Ottoman; triều đình sẽ đánh thuế công bằng và luật pháp không thiên vị cho bất cứ ai; tất cả mọi thần dân đều có quyền tự do tôn giáo và quyền bình đẳng không hơn kém. Năm 1858, triều đình còn ban hành một đạo luật ruộng đất, đề cập đến quyền sở hữu và cố gắng thành lập một hệ thống chính quyền trung ương các tỉnh. Cải cách của Abdül Mecid I đã bị những tầng lớp thống trị theo Hồi giáo cùng những thành viên đoàn hiền triết pháp quan đạo Hồi phản đối kịch liệt, và chỉ được thực hiện một phần, đặc biệt là tại những vùng xa xôi. Chính vì thế mà một số người nảy sinh âm mưu làm phản chống lại Sultan Abdül Mecid I. Tuy nhiên, nhà vua đã không hạ lệnh cho quan quân giết những "tên phản nghịch" này. Từ điển Bách khoa nước Anh có nhận định về ông: 
Tạm dịch như sau:
Những chính sách quan trọng được đề xướng trong công cuộc Duy Tân của Abdül Mecid I bao gồm:
- Sản xuất tiền giấy của đế quốc Ottoman (1840)
- Tái tổ chức quân đội Đế quốc Ottoman (1843-1844)
- Chọn quốc ca Ottoman và quốc kỳ Ottoman (1844)
- Tái tổ chức hệ thống tài chính Ottoman theo kiểu Pháp
- Cải tổ Bộ luật Dân sự và Hình sự theo kiểu Pháp
- Thiết lập Meclis-i Maarif-i Umumiye (1845), tiền thân của Quốc hội Ottoman thứ nhất (1876)
- Về mặt giáo dục, ông cho thành lập Bộ Giáo dục, xây dựng các trường dự bị quân sự và trường trung học, thành lập trường học của người Thổ tại Paris (1855) [5]
- Khai trương những trường đại học và học viện hiện đại đầu tiên của Thổ Nhĩ Kỳ (1848)
- Bãi bỏ sưu cao thuế nặng đối với những thần dân không theo Hồi giáo, hệ thống thuế trở nên công bằng hơn (1856)
- Những thần dân không theo đạo Hồi trở thành binh sĩ (1856)
- Một số sự chuẩn bị cho việc xây dựng một chế độ công vụ tiên tiến và công cuộc phát triển kinh tế

Ngoài ra, Abdül Mecid I đã đặt khăn trùm đầu turban ra ngoài vòng pháp luật, thay vào đó người Thổ phải đội mũ fez. Triều đình cũng cho phép người dân mặc trang phục Tây Âu. Các cải cách của ông được các nhà văn Tây Âu đánh giá cao. Tuy nhiên, năm 1923 cuộc Chiến tranh giải phóng dân tộc Thổ Nhĩ Kỳ đã hạ bệ Vương triều Ottoman, nước Cộng hòa Thổ Nhĩ Kỳ được sáng lập, hai năm sau (1925) Đại hội đồng Quốc gia Thổ Nhĩ Kỳ đã cấm người dân đội mũ fez.
Nhà phát minh máy điện báo Samuel Finley Breese Morse (người Mỹ) nhận được bằng sáng chế đầu tiên vào năm 1847, tại cố cung Beylerbeyi (Cung điện Beylerbeyi ngày nay đã được xây dựng từ năm 1861 đến năm 1865 ở cùng địa điểm) tại kinh thành Constantinopolis. Sultan Abdül Mecid I đã thử nghiệm phát minh của S. F. B. Morse.
Năm 1844, ông thiết lập đồng tiên Medjidie. Vài năm sau (1852), ông thành lập một huy chương có cùng tên với đồng tiền này - Huy chương Medjidie.

### Xã hội Ottoman thời Abdül Mecid I
Dưới triều vua Abdül Mecid I, người Thổ Nhĩ Kỳ đã khánh thành những Trường Đại học đầu tiên. Trường Kuleli Barracks - tức "Trường Đại học Quân sự Kuleli" được xây dựng và một bảo tàng đầu tiên của Thổ Nhĩ Kỳ được mở cửa. Encümen-i Dâniş (tạm dịch là "Hội đồng tri thức") - được xem là Viện Hàn lâm Khoa học đầu tiên trong lịch sử Thổ Nhĩ Kỳ - được triệu tập năm 1851. Những đường dây điện báo đầu tiên đã được lắp đặt giữa cố đô Edirne với các thành phố Varna và Krym. Đường sắt đầu tiên nằm ở giữa các thành phố İzmir và Turgutlu bắt đầu hoạt động.

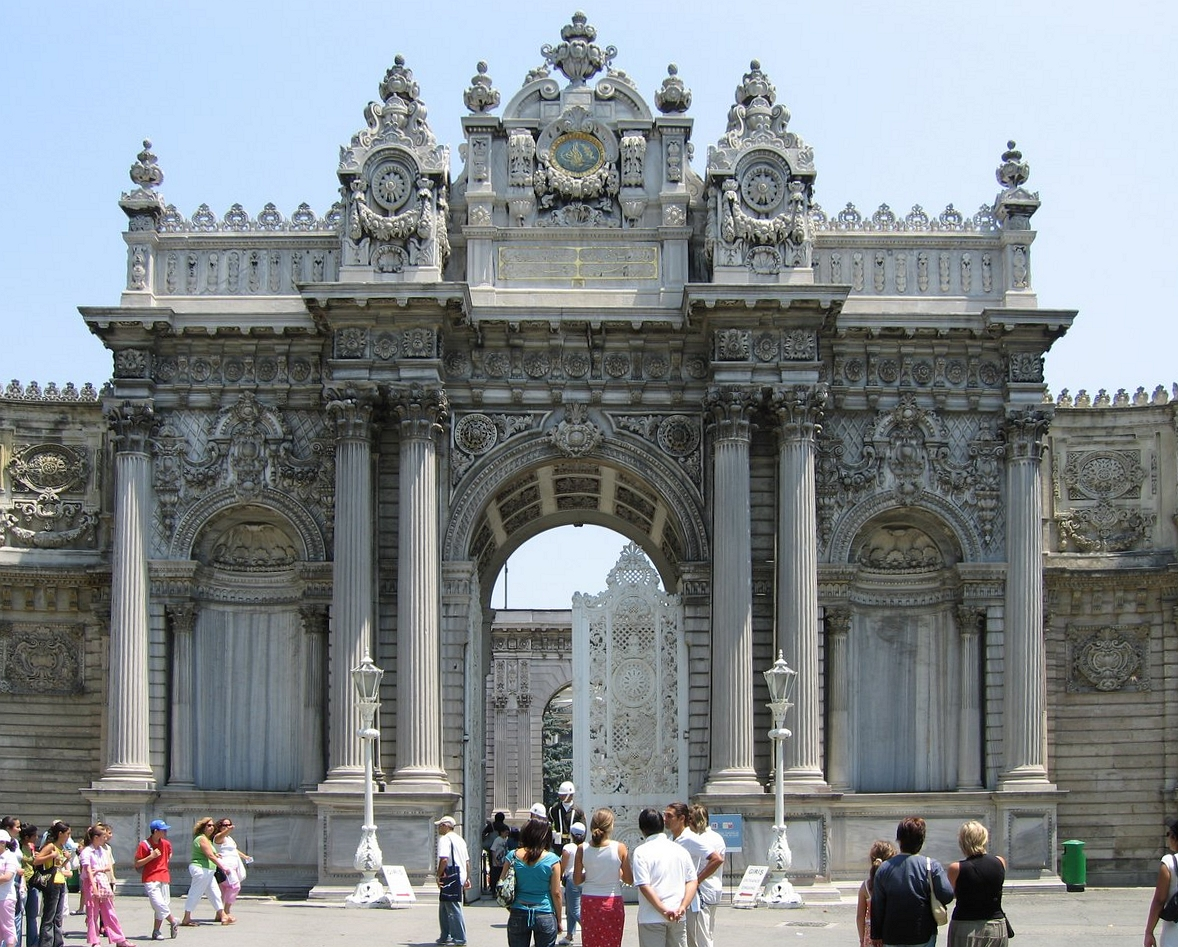
Cung điện Dolmabahçe, đã được khởi công xây dựng dưới triều vua Abdül Mecid I.

Về kiến trúc, người Thổ thời Abdül Mecid I có những việc làm nổi bật là sửa sang Cung điện Dolmabahçe, Thánh đường Hồi giáo Ortaköy Mecidiye, Lăng Tiên tri tại Medina và xây dựng Cầu Karaköy. Từ năm 1843 đến năm 1856, Abdül Mecid I hạ lệnh cho xây Cung điện Dolmabahçe - tòa cung điện đầu tiên được xây theo kiểu Tây phương ở Constantinopolis, với chi phí là năm triệu đồng trao vàng Ottoman, tương đương với 35 tấn vàng. Sultan chỉ dùng 14 tấn vàng để trang hoàng trần nhà bên trong của Cung điện. Chiếc đèn chùm pha lê lớn nhất thế giới - quà của nữ hoàng Anh Victoria gửi Sultan - được đặt tại đại sảnh trung tâm của Cung điện Dolmabahçe. Cung điện này có bộ sưu tập đèn chùm pha lê Tiệp Khắc và Baccarat lớn nhất thế giới, ngay cả những chiếc cầu thang trong cung cũng được làm bằng pha lê Baccarat.
Trong thời kỳ này, lần đầu tiên người Ottoman đã thiết lập một tổ chức phát triển nhanh. Về văn học, các nhà văn Thổ Nhĩ Kỳ thường viết tiểu thuyết và truyện ngắn, người ta gọi là "Văn học thời Duy Tân".
Theo ghi nhận của Phan Khôi, giới văn sĩ Ottoman thời đấy đã có quan điểm cấp tiến mới mẻ, vì họ tiếp nhận hệ tư tưởng của giới văn sĩ Pháp. Trong thời kỳ này, giới văn sĩ Ottoman có địa vị cao trong xã hội. Do vậy, người dân Ottoman có sự chuyển biến về quan điểm. Ý tưởng mới của văn học Ottoman cũng lan truyền đến những người đàn bà - vốn không có uy thế trong xã hội đế quốc này.

### Đối ngoại: quan hệ với phương Tây

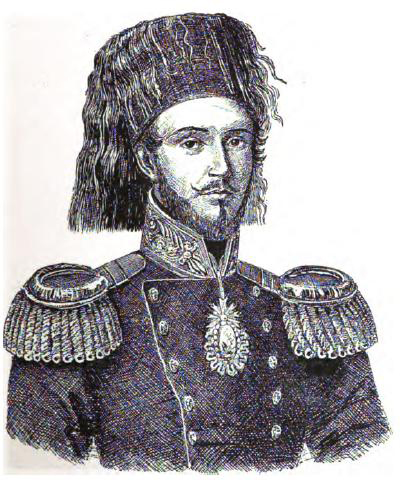
Hoàng đế Abdül Mecid I

"Vấn đề eo biển" trở thành một vấn đề mới của triều đình Ottoman vào năm 1833. Thời bấy giờ, Nhà nước Ottoman đã suy yếu, bị các nước đế quốc phương Tây gọi là "Âu châu bệnh phu". Đế quốc Nga bắt đầu thực hiện một chiến lược mới dựa trên lời tuyên bố:

#### Chiến tranh Ai Cập-Thổ Nhĩ Kỳ
Khi vua Abdül Mecid I lên nối ngôi, đế quốc Ottoman lâm vào cuộc khủng hoảng chính trị nghiêm trọng. Ở mọi vùng biên giới của đế quốc, nhân dân sống trong cảnh khó khăn, chiến tranh bùng nổ. Ngày 30 tháng 6 năm 1839, vua Mahmud II mất khi tin quân Ottoman bị phó vương Ai Cập Muhammad Ali đánh bại Nizip về tới kinh đô Constantinopolis. Cùng lúc, Hải quân Đế quốc Ottoman tiến đến Alexandria - thủ phủ xứ Ai Cập. Tới Alexandria, Đề đốc Hải quân Ottoman Ahmed Fevzi Pasha - một người Crete tàn bạo - đã bàn giao Hải quân Đế quốc Ottoman cho quân Ai Cập, lấy cớ là những cận thần của ấu chúa Abdül Mecid I là những kẻ thân đế quốc Nga. Tuy nhiên, các nước đế quốc phương Tây đã can thiệp vào tình hình Ai Cập - Thổ, khiến Muhammad Ali phải ngồi vào bàn đàm phán. Đế quốc Ottoman đã được giữ vững trước những cuộc tấn công của quân Ai Cập đồng thời vẫn nắm quyền cai quản các xứ Syria, Liban và Palestine.
Phong trào cách mạng Hungary (1848 - 1849) thất bại, Kossuth Lajos và các đồng chí chạy sang Đế quốc Ottoman để lánh nạn. Thấy vậy, các đế quốc đã tiêu diệt cách mạng Hungary là Áo-Hung và Nga hoàng kêu gọi Sultan phải nộp cách nhà cách mạng người Hungary cho họ, nhưng ông từ chối. Sự từ chối của Nhà vua Thổ Nhĩ Kỳ đã khiến cho ông được các nhà tự do chủ nghĩa Âu châu ngưỡng mộ.

#### Viện trợ cho người Ireland
Theo một câu chuyện dân gian, vào năm 1845 xứ Ireland lâm vào nạn đói nghiêm trọng. Nạn đói đã cướp đi sinh mạng của 1 triệu người dân. Thấy vậy, nhà vua Abdül Mecid I tuyên bố ông sẽ gửi 10 nghìn bảng Anh cho những người nông dân Ireland. Tuy nhiên, nữ hoàng Anh là Victoria đề nghị ông chỉ gửi 1 nghìn bảng, vì bản thân bà cũng chỉ gửi 2 nghìn bảng Anh. Sultan bèn gửi 1.000 bảng, nhưng đồng thời bí mật phái ba chiếc thuyền chở đầy đủ lương thực đến viện trợ cho nông dân Ireland. Quan quân Đế quốc Anh đã tìm cách chặn đứng những chiếc thuyền này, nhưng các thủy thủ Ottoman đã đem lương thực đến cảng Drogheda và để chúng ở đó.
Chính vì câu chuyện này mà nhân dân Ireland (đặc biệt là những người Ireland tại Drogheda) tỏ ra thân thiết với người Thổ Nhĩ Kỳ.

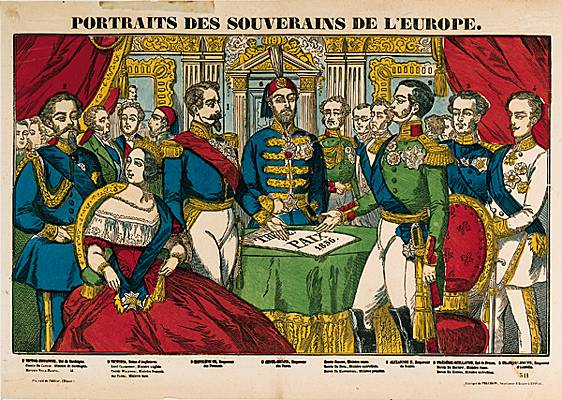
Tranh minh họa việc ký kết Hòa ước Paris năm 1856. Hiện đang lưu trữ tại thư viện Quốc gia Paris, Pháp

#### Chiến tranh vùng Krym
Vua Abdül Mecid I đã thực hiện chính sách liên minh với các nước đế quốc Tây Âu. Ngày 21 tháng 5 năm 1853, Nga hoàng đe dọa tiến đánh Thổ Nhĩ Kỳ. Trước tình cảnh đó, ngày 25 tháng 6 năm 1853, triều đình Abdül Mecid I đã ký kết liên minh với đế quốc Anh và Pháp, cùng nhau chống lại sự bành trướng của Nga. Ngày 3 tháng 7 năm 1853, quân đội Nga vượt sông Prut và tiến đánh Memleketeyn. Cùng năm, vào ngày 26 tháng 9 Sultan quyết định tuyên chiến với đế quốc Nga, đến ngày 4 tháng 10, cuộc chiến tranh vùng Krym bùng nổ. Ngày 30 tháng 11 năm 1853, quân đội Nga tấn công Sinop. Ngày 27 tháng 3 năm 1854, Anh và Pháp cũng tuyên chiến với Nga. Sau nhiều thắng lợi của phe Anh-Pháp-Thổ, ngày 2 tháng 3 năm 1855 quân đội Nga bại trận và Nga hoàng Nikolai I phải tự tử. Hiệp ước Paris được ký kết vào năm 1856, theo đó, các nước đế quốc phương Tây tạm thời tuyên bố rằng "Nhà nước Ottoman là một quốc gia châu Âu và toàn bộ lãnh thổ của nó nằm dưới sự kiểm soát của chúng tôi".
Vào năm 1856, Sultan nhận Huy chương Garter, trở thành Hiệp sĩ Garter thứ 717, đồng thời là Đại Thập tự thứ 52 của Huy chương Tháp và Gươm.
Ngày 25 tháng 8 năm 1854, triều đình Ottoman đã vay nợ của nước ngoài giữa lúc cuộc chiến tranh Krym vẫn còn tiếp diễn. Triều đình Ottoman lại tiếp tục vay nợ của nước ngoài trong các năm 1855, 1858 và 1860. Cuối cùng, triều đình Ottoman bị vỡ nợ. Sự vỡ nợ này đã khiến cho các nước đế quốc Tây Âu không còn thiện cảm với Thổ Nhĩ Kỳ nữa, và gián tiếp dẫn đến vụ đảo chính và cái chết vua Abdülâziz I trong những năm sau.

## Qua đời
Dù là vị hoàng đế công bằng và nhân từ, ông đã uống rượu cồn từ khi còn bé. Khi mới 39 tuổi, Abdül Mecid I bị bệnh lao (giống như Mahmud II năm xưa) và qua đời ngày 25 tháng 6 năm 1861 tại kinh đô Constantinopolis. Cùng năm đó, ông đã cho xây Cung điện Beylerbeyi ngay tại địa điểm của cố cung Beylerbeyi. Ông được an táng ở Constantinopolis, gần lăng mộ của Sultan Selim III. Em trai ông, hoàng thân Abdülâziz - nam giới lớn tuổi nhất trong Hoàng gia Osman - lên nối ngôi vua.
Sultan Abdül Mecid là người khá cao và mảnh khảnh, có nước da đẹp, mái tóc đen và một bộ rông ngắn. Ông sở hữu một đôi mắt nhìn sâu và có màu nâu tối. Ông là người được giáo dục tốt, ông rất đam mê âm nhạc lại còn giỏi viết thư pháp.

## Trong văn học
Vua Abdül Mecid I là một nhân vật trong tiểu thuyết The Bellini Card, do Jason Goodwin sáng tác năm 2008.

## Gia quyến
Trong đời mình, ông đã kết hôn vài lần. Ông có nhiều con, trong số đó có bốn người lên làm vua sau này, họ bao gồm Murad V, Abdul Hamid II, Mehmed V và Mehmed VI - vị Sultan cuối cùng trong lịch sử Thổ Nhĩ Kỳ.

### Cuộc hôn nhân đầu tiên
Ngày 1 tháng 4 năm 1839, Abdul Mecid I thực hiện cuộc hôn nhân đầu tiên: ông cưới Validee Sultan Chevkefza, (Poti, 12 tháng 12 năm 1820 - Constantinopolis, Ortaköy, Cung điện Çırağan, 13 tháng 11 năm 1882 hoặc 17 tháng 8 năm 1889), và có: 
- Sultan Murad V
- Công chúa Aliye Sultan (20 tháng 10 năm 1842 - 10 tháng 7 năm 1844)

### Cuộc hôn nhân thứ hai
Ngày 10 tháng 11 năm 1841, tại kinh thành Constantinopolis, ông thực hiện cuộc hôn nhân thứ hai trong đời: ông cưới một người Armenia là Valide Sultan Tirimüjgün, còn gọi là Tirimüjgan Kadın Efendi (16 tháng 8 năm 1819 - Constantinopolis, Cung điện Fariya, 3 tháng 10 năm 1852 hoặc 2 tháng 11 năm 1853), và có: 
- Sultan Abdul Hamid II
- Công chúa Seniha Sultan (? - 1877), không có chồng và con

### Cuộc hôn nhân thứ ba
Ngày 27 tháng 3 năm 1843, tại kinh thành Constantinopolis, ông cưới Valide Sultan Gülcemal Kadın Efendi, (Kavkaz, 1826 - Constantinopolis, Ortaköy, Cung điện Ortaköy, 16 tháng 11 năm 1851 hoặc 29 tháng 12 năm 1895). Efendi - người vợ thứ ba của ông - có tên thật là Sofiya, xuất thân là người Circassian, có các con: 
- Công chúa Fatma Sultan (1 tháng 11 năm 1840 - 29 tháng 8 năm 1884), không có chồng và con
- Công chúa Hadice Sultan (7 tháng 2 năm 1842 - 1842), không có chồng và con
- Công chúa Refia Sultan (7 tháng 2 năm 1842 - 4 tháng 1 năm 1880), không có chồng và con
- Sultan Mehmed V
- Công chúa Rukiye Sultan (1850 - ?), không có chồng và con

### Cuộc hôn nhân thứ tư
Ngày 10 tháng 6 năm 1852, nhà vua kết hôn với một người Kavkaz là Verdicenan Kadın Efendi (Kavkaz, 1826 - Constantinopolis, Beşiktaş, Cung điện Beşiktaş, 9 tháng 12 năm 1889) tại kinh đô Constantinopolis, và có: 
- Công chúa Munire Sultan (Constantinopolis, 9 tháng 12 năm 1844 - Constantinopolis, 29 tháng 7 năm 1862), kết hôn tại Constantinopolis vào ngày 31 tháng 7 năm 1858 với Damat Ibrahim Ilhami Pasha Beyefendi (3 tháng 1 năm 1836 - Constantinopolis, 9 tháng 9 năm 1860, trở thành Damat năm 1858), và có những người con:
  - Công chúa Sultanzade Nail Ibrahim Beyefendi (1858 - Constantinopolis), chết khi còn trẻ
  - Công chúa Emine Ibrahim Hanımsultan (Constantinopolis, 24 tháng 5 năm 1858 - Bebek, Bosphorus, 19 tháng 7 năm 1931), kết hôn tại Cairo vào ngày 15 tháng 1 năm 1873, với Muhammed Tewfik Pasha (Cairo, 30 tháng 4 năm 1852 - Helwan, 7 tháng 1 năm 1892), Khedive (Chúa) xứ Ai Cập và Sudan từ năm 1879 đến năm 1892, và có con:
  - Công chúa Zeyneb Ibrahim Hanımsultan (Constantinopolis, 1858 - Cairo, 17 tháng 5 năm 1918), kết hôn năm 1880 với Công tử Mahmud Hamdi Ismail Pasha (Cairo, 6 tháng 3 năm 1863 - Cairo, 17 tháng 9 năm 1921), và có con:
    - Công chúa Münire Mahmud Hanım (Cairo, 18 tháng 7 năm 1884 - 18 tháng 11 năm 1944), không có chồng và con.

  - Công chúa Tevhide Ibrahim Hanımsultan (1860 - Cairo, 1882), không có chộng và con.
- Hoàng tử Şehzade Ahmed Kemaleddin Efendi (Constantinopolis, Hoàng cung Topkapı, 6 tháng 8 năm 1848 - Constantinopolis, Beşiktaş, Cung điện Beşiktaş, 26 tháng 4 năm 1905), kết hôn tại Cung điện Dolmabahçe vào ngày 23 tháng 4 năm 1876 với Fatma Sezadil Hanım Efendi (Adapazarı, 1856 - 9 tháng 2 năm 1943), và có các con:
  - Hoàng tử Şehzade Atiyetullah Efendi (1878 - 1878)
  - Công chúa Munire Sultan (Constantinopolis, Cung điện Dolmabahçe, 17 tháng 5 năm 1880 - Nice, 7 tháng 10 năm 1939 và được chôn cất tại đó), kết hôn với Tướng quân Mehmed Salih Pasha Beyefendi vào ngày 29 tháng 7 năm 1907 tại Constantinopolis, Beşiktaş, Cung điện Beşiktaş, (1876 - Constantinopolis, 24 tháng 6 năm 1913). Tướng quân Beyefendi trở thành Damat năm 1907, và có con:
    - Hoàng tử Sultanzade Ahmed Kemaleddin Keredin Beyzade Beyefendi (Nişantaşı, Cung điện Nişantaşı, 18 tháng 6 năm 1908 - Constantinopolis, 1987), không có vợ và con.
- Công chúa Şehzade Ahmed Nureddin Efendi (1851-1885)

### Cuộc hôn nhân thứ năm
Năm 1854, nhà vua cưới Gülüstü Haseki Kadın Efendi - một người Circassian. Bà vợ thứ năm này có các con: 
- Công chúa Mediha Sultan (Constantinopolis, Beşiktaş, Cung điện Beşiktaş, 30 tháng 7 năm 1856 - Menton, 7 tháng 1 năm 1928), không có chồng và con
- Sultan Mehmed VI

### Cuộc hôn nhân thứ sáu
Ông cưới người vợ thứ sáu là Aisha Sarfiraz Kadın Efendi (1837 - Constantinopolis, Ortaköy, Cung điện Ortaköy, 9 tháng 6 năm 1905), và có con: 
- Hoàng tử Şehzade Sulaiman Selim Efendi (Constantinopolis, Cung điện Dolmabahçe, 12 tháng 1 năm 1861 - Constantinopolis, Ortaköy, Cung điện Ortaköy, 16 tháng 6 năm 1909), kết hôn năm 1885 với Filisan Kadın Efendi (1869 - 1947), và có một đứa con trai, kết hôn năm 1886 với Amina Janidun Kadın Efendi, không có con, kết hôn năm 1893 với Fatima Kadın Efendi (1871 - 1932), không có con, và kết hôn ngày 4 tháng 5 năm 1895 với Ayscha Tarzandar Kadın Efendi (1880 - Constantinopolis, 1958), và có một trai một gái:
  - Hoàng tử Şehzade Muhammed Abdul Halim Efendi (1894 - Paris, 26 tháng 5 năm 1926), kết hôn năm 1913 với Samiya Khanum Kadın Efendi (1896 - ?), và có các con:
    - Công chúa Fatima Sultan (1920 -), có chồng và có con.
    - Hoàng tử Şehzade Chengis Efendi (Paris, 1925 - 10 tháng 10 năm 1950), kết hôn với một cô gái quý tộc người Nga, hậu duệ của Shabgul Mustafa và có con:
      - Hoàng tử Şehzade Vasiliy Malik Mustafaev Efendi (1950), còn sống / Nadezhda Shabanova (1955)
        - Hoàng tử Şehzade Konstantin V Mustafaev Efendi (1980), còn sống, sống ở Canada (người mẫu nam)
        - Công chúa Ludmila Sultan V Mustafaeva (1979), còn sống, sống tại Nga (nhà ngoại giao quân sự)
        - Hoàng tử Şehzade Malik Mustafaev Efendi (1992), còn sống, sống tại Nga (học viên trường sĩ quan quân đội)
        - Công chúa Fakia Sultan Mustafaeva (1990) còn sống, sống tại Nga

  - Công chúa Emine Naciye Sultan (Constantinopolis, Ortaköy, Cung điện Ortaköy, 25 tháng 11 năm 1898 - Istanbul, Nişantaşı, Cung điện Nişantaşı, 5 tháng 10 năm 1957), kết hôn năm 1914 với Damat İsmail Enver Pasha Beyefendi (22 tháng 11 năm 1881 - 4 tháng 8 năm 1922), Bộ trưởng Chiến tranh từ năm 1914 đến năm 1918, có con. Emine lại kết hôn năm 1923 với Damat Mohammed Kamil Beyefendi (1900 - 1962), em trai của Enver Pasha, và có con:
    - Công chúa Türkan Sultan (1919 - 1990) kế hôn với HH Huveyda Mayatepek efendi.

  - Hoàng tử Shehzade Muhammed Sharifuddin Efendi (Constantinopolis, Ortaköy, Cung điện Ortaköy, 19 tháng 5 năm 1904 - Beirut, 1966), kết hôn tại Constantinopolis, Nişantaşı, Cung điện Nişantaşı, vào ngày 14 tháng 11 năm 1923 và ly dị năm 1927 với em họ là Công chúa Hadice Sükriye Sultan Hanım Efendi (Constantinopolis, Üsküdar, Cung điện Çamlıca, 24 tháng 2 năm 1906 - Cairo, 1 tháng 4 năm 1972), không có con. Hoàng tử Shehzade lại kết hôn tại Beirut năm 1929 và ly dị năm 1956 với Semahat Hanın Efendi (1911 - ?), và có con:
    - Công chúa Mubachal Sultan (1929 - 1993), không có chồng và con

### Cuộc hôn nhân thứ bảy
Nhà vua cưới người vợ thứ bảy là Nalandil Haseki Kadın Efendi (1829 - Constantinopolis, Beşiktaş, Cung điện Beşiktaş, 23 tháng 12 năm 1890), và có con: 
- Công chúa Seniha Sultan (22 tháng 11 năm 1852 - Nice, 15 tháng 9 năm 1931), không có chồng và con

### Những cuộc hôn nhân khác
Abdül Mecid I cưới một người vợ vô danh và có con: 
- Hoàng tử Şehzade Mehmed Ziyaeddin Efendi (10 tháng 2 năm 1842 - 7 tháng 6 năm 1845)

Ông cưới một người vợ vô danh và có con: 
- Hoàng tử Şehzade Ahmed Efendi (5 tháng 6 năm 1846 - 6 tháng 6 năm 1846)

Ông cưới một người vợ vô danh và có con: 
- Hoàng tử Şehzade Mehmed Abid Efendi (22 tháng 4 năm 1848 - 7 tháng 5 năm 1848)

Ông cưới một người vợ vô danh và có con: 
- Hoàng tử Şehzade Mehmed Fuad Efendi (7 tháng 7 năm 1848 - 28 tháng 9 năm 1848)

Ông kết hôn với Neveser Kadın Efendi và có con: 
- Hoàng tử Şehzade Mehmed Burhaneddin Efendi (Constantinopolis, Hoàng cung Topkapı, 23 tháng 5 năm 1849 - Constantinopolis, Beşiktaş, Cung điện Beşiktaş, 4 tháng 11 năm 1876), kết hôn tại Constantinopolis, Cung điện Beşiktaş, vào ngày 4 tháng 5 năm 1872 với một người Gruzia là Mestinas Hanım Efendi (Tbilisi, 20 tháng 9 năm 1851 - Constantinopolis, Beşiktaş, Cung điện Beşiktaş, 20 tháng 4 năm 1909), và có con:
  - Hoàng tử Şehzade Ibrahim Tevfik Efendi (Constantinopolis, Beşiktaş, Cung điện Beşiktaş, 24 tháng 9 năm 1874 - Nice, 31 tháng 12 năm 1931 và được chôn cất tại đó), kết hôn lần thứ nhất tại Constantinopolis, Cung điện Yıldız, vào ngày 2 tháng 5 năm 1893 với người Gruzia tên là Fevziye Hanım Efendi (Batumi, 5 tháng 8 năm 1876 - Constantinopolis, Cung điện Yıldız, 7 tháng 9 năm 1898), và có một cô con gái, kết hôn lần thứ hai tại Constantinopolis, Cung điện Yıldız, vào ngày 12 tháng 3 năm 1894 với một người Gruzia là Tessrid Hanım Efendi (Poti, 10 tháng 9 năm 1874 - 1945), và có một cô con gái, kết hôn lần thứ ba tại Constantinopolis, Ortaköy, Cung điện Ortaköy, vào ngày 5 tháng 5 năm 1911 và ly hôn năm 1916 với Emine Hanım Efendi (Adapazarı, 28 tháng 10 năm 1890 - 14 tháng 2 năm 1953), và có hai cô con gái. Hoàng tử Şehzade Ibrahim Tevfik Efendi lại kết hôn lần thứ tư tại Constantinopolis, Beşiktaş, Cung điện Beşiktaş, vào ngày 27 tháng 3 năm 1919 và ly hôn năm 1930 với Hadice Sadiye Hanım Efendi (Kabataş, 1 tháng 4 năm 1898 - 9 tháng 8 năm 1986). Cuộc hôn nhân không được Hoàng gia Osman thừa nhận, và họ có hai người con trai cùng một người con gái:
    - Công chúa Arife Kadria Sultan (Constantinopolis, Cung điện Yıldız, 24 thnág 3 năm 1895 - Nice, 5 tháng 4 năm 1933), không có chồng và con
    - Công chúa Fatma Zehra Sultan (Constantinopolis, Cung điện Yıldız, 28 tháng 5 năm 1895 - Istanbul, 26 tháng 5 năm 1965), không có chồng và con
    - Công chúa Râbia Nilüfer Sultan (Constantinopolis, Ortaköy, Cung điện Ortaköy, 22 tháng 10 năm 1912 - Thành phố New York, New York, 21 tháng 9 năm 1997), không có chồng và con
    - Công chúa Ayshe Fethiye Osmanoğlu Sultan (Kuruçeşme, 20 tháng 8 năm 1916 - Cairo, 1944), kết hôn với Damat Rached Shafiq Bey Beyefendi (1911 - ?), và có con:
      - Công chúa Nilufer Shafiq Hanımsultan, sinh tại thủ đô Cairo ngày 14 tháng 9 năm 1942, không có vợ và con

    - Hoàng tử Şehzade Burhaneddin Cem Efendi (sinh tại Constantinopolis, Beşiktaş, Cung điện Beşiktaş, 2 tháng 2 năm 1920 - 31 tháng 10 năm 2008), kết hôn tại Paris năm 1951 với Irene Starosselskaya Hanım Efendi (sinh ngày 30 tháng 9 năm 1928), và có con:
      - Công chúa Nilüfer Cem Sultan (sinh tại Monterey, Hạt Monterey, California, 19 tháng 3 năm 1953), kết hôn với Damat người Ý Luigi de Andrea Beyefendi (sinh năm 1953), không có con
      - Hoàng tử Şehzade Selim Cem Efendi (sinh tại Frankfurt am Main, 5 tháng 9 năm 1955), không có vợ và con

    - Hoàng tử Bayezid Osman Osmanoğlu
    - Công chúa Fevziye Osmanoğlu Sultan (sinh tại Paris, 6 tháng 12 năm 1928), kết hôn với Damat Mehmed Hüseyin Hayri Beyefendi (sinh ngày 23 tháng 12 năm 1924), không có con

Abdul Mecid I kết hôn với một vợ vô danh và có con: 
- Hoàng tử Şehzade Mehmed Nizameddin Efendi (24 tháng 6 năm 1850 - 28 tháng 5 năm 1853)

Abdul Mecid I kết hôn với một vợ vô danh và có con: 
- Hoàng tử Şehzade Mehmed Vamik Efendi (19 tháng 4 năm 1850 - 6 tháng 8 năm 1850)

Ông kết hôn với một vợ vô danh và có con: 
- Hoàng tử Şehzade Mehmed Rusdu Efendi (31 tháng 3 năm 1852 - 5 tháng 8 năm 1852)

Ông kết hôn với một vợ vô danh và có con: 
- Hoàng tử Şehzade Abdullah Efendi (3 tháng 2 năm 1853 - 3 tháng 2 năm 1853)

Ông kết hôn với một vợ vô danh và có con: 
- Công chúa Mevhibe Sultan (8 tháng 5 năm 1840 - 2 tháng 11 năm 1841)

Ông kết hôn với một vợ vô danh và có con: 
- Công chúa Naime Sultan (11 tháng 10 năm 1840 - 1 tháng 5 năm 1843)

Ông kết hôn với một vợ vô danh và có con: 
- Công chúa Behiye Sultan (22 tháng 2 năm 1841 - 3 tháng 6 năm 1847)

Ông kết hôn với một vợ vô danh và có con: 
- Công chúa Neyyire Sultan (14 tháng 10 năm 1841 - 19 tháng 12 năm 1843)

Ông kết hôn với Düzd-i Dil Kadın Efendi (? - tháng 8 năm 1845), và có con: 
- Công chúa Cemile Sultan (17 tháng 8 năm 1843 - 26 tháng 2 năm 1915), cưới Damat Mahmud Celaleddin Pasha Beyefendi (1836 - 1884) vào năm 1858, trở thành vợ thứ ba của Celaleddin. Cuộc hôn nhân bị Sultan Abdul Hamid II vào năm 1881, và có những người con:
  - Công chúa Fethiye Hanımsultan (1859 - 1887), không có chồng và con
  - Hoàng tử Sultanzade Mahmud Celaleddin Beyefendi (1864 - 1916), cũng không có vợ và con
  - Hoàng tử Sultanzade Sakib Beyefendi (1864 - 1897), cũng không có vợ và con
  - Hoàng tử Sultanzade Besim Beyefendi (? - chết khi còn bé)
  - Công chúa Ayse Hanımsultan (1875 - 1937), không có chồng và con
  - Công chúa Fatma Hanımsultan (1879 - 1890)

Công chúa Cemile đã nhận hai đứa con của những người vợ trước của Damat Mahmud Celaleddin Pasha Beyefendi làm con nuôi: Ahmet Fazil Bey (? - 1906), không kết hôn và không có con, và Kazim Bey (? - 1918), không kết hôn và không có con
Ông kết hôn với một vợ vô danh và có con: 
- Công chúa Samiye Sultan (23 tháng 2 năm 1845 - 18 tháng 4 năm 1845)

Ông kết hôn với một vợ vô danh và có con: 
- Công chúa Nazima Sultan (26 tháng 11 năm 1847 - 1 tháng 12 năm 1847)

Ông kết hôn với Rahime Perestu. Tuy Perestu không có con, bà trở thành Hoàng thái hậu vì là mẹ nuôi của vua Abdul Hamid II và người em cùng cha khác mẹ Hamid là Công chúa Cemile Sultan (17 tháng 8 năm 1843 - 26 tháng 2 năm 1915)